# Keimfähigkeit
Mit Keimfähigkeit bezeichnet man die Fähigkeit des Pflanzensamens, einen Keimling zu bilden. Ein Same, der keinen Keimling bilden kann, wird landläufig als taub bezeichnet.
Üblicherweise werden Keimfähigkeit und Triebkraft (die dem Keimling innewohnende Energie, die Krume zu durchstoßen) mit einer größeren Menge an Pflanzensamen unter definierten Bedingungen getestet. Die verwendeten Labormethoden werden von der International Seed Testing Association festgelegt und sind weltweit gültig. Die Keimfähigkeit und Triebkraft wird in % der Samen, die einen Keimling gebildet haben, angegeben und als Keimprozent bezeichnet. Eine Mindestkeimfähigkeit für Saatgut, das in den Handel kommt, ist im Saatgutverkehrsgesetz vorgeschrieben und liegt bei Nutzpflanzen in der Regel über 90 %. Bei forstlichem Saatgut liegen die Keimprozente jedoch oft darunter. Rotbuchen erreichen nur einen Wert von etwa 45 %.
Siehe auch: Keimruhe, Saat, Saatbett, Lichtkeimer, Dunkelkeimer, Feldaufgang.